# ورنر (اکلاهما)
ورنر(به انگلیسی: Warner) شهری در ایالت اکلاهما کشور ایالات متحده آمریکا است که جمعیت آن در سرشماری سال ۲۰۱۰ میلادی، ۱٬۶۴۱ نفر بوده‌است.